# Leichtathletik-Weltmeisterschaften 2017/Teilnehmer (Spanien)
| Gelbes Symbol für Goldmedaillen mit stilisierten Olympischen Ringen | Graues Symbol für Silbermedaillen mit stilisierten Olympischen Ringen | Braundes Symbol für Bronzemedaillen mit stilisierten Olympischen Ringen |
| ------------------------------------------------------------------- | --------------------------------------------------------------------- | ----------------------------------------------------------------------- |
| —                                                                   | —                                                                     | —                                                                       |

Das Comité Técnico des spanischen Leichtathletikverbandes Real Federación Española de Atletismo (RFEA) meldete am 26. Juli 2017 zunächst 48 Athleten. Schon einen Tag später wurden sechs Frauen und die 4-mal-400-Meter-Staffel der Männer nachnominiert, sodass das Team nun aus insgesamt 55 Sportlern (21 Frauen und 34 Männer) bestand. In der finalen Meldeliste des internationalen Leichtathletikverbandes (IAAF) waren schließlich 22 Athletinnen und 37 Athleten für die Leichtathletik-Weltmeisterschaften 2017 in London aufgeführt.

## Ergebnisse

### Frauen

#### Laufdisziplinen
| Athletin                | Disziplin        | Vorlauf        | Vorlauf | Halbfinale         | Halbfinale         | Finale             | Finale             |
| Athletin                | Disziplin        | Zeit           | Platz   | Zeit               | Platz              | Zeit               | Platz              |
| ----------------------- | ---------------- | -------------- | ------- | ------------------ | ------------------ | ------------------ | ------------------ |
| Estela García           | 200 m            | 23,78 s        | 38      | nicht qualifiziert | nicht qualifiziert | nicht qualifiziert | nicht qualifiziert |
| Esther Guerrero         | 800 m            | 2:02,22 min    | 27      | nicht qualifiziert | nicht qualifiziert | nicht qualifiziert | nicht qualifiziert |
| Solange Pereira         | 1500 m           | 4:06,63 min    | 21      | nicht qualifiziert | nicht qualifiziert | nicht qualifiziert | nicht qualifiziert |
| Marta Pérez             | 1500 m           | 4:05,82 min PB | 20      | nicht qualifiziert | nicht qualifiziert | nicht qualifiziert | nicht qualifiziert |
| María José Pérez        | 3000 m Hindernis | 10:01,84 min   | 35      |                    |                    | nicht qualifiziert | nicht qualifiziert |
| Irene Sánchez-Escribano | 3000 m Hindernis | 9:46,59 min    | 22      |                    |                    | nicht qualifiziert | nicht qualifiziert |
| Teresa Urbina           | 3000 m Hindernis | 10:21,90 min   | 40      |                    |                    | nicht qualifiziert | nicht qualifiziert |
| Ana Lozano              | 5000 m           | 15:14,23 m     | 20      |                    |                    | nicht qualifiziert | nicht qualifiziert |
| Laura García-Caro       | 20 km Gehen      |                |         |                    |                    | 1:29:29 h PB       | 9                  |
| María Pérez             | 20 km Gehen      |                |         |                    |                    | 1:29:37 h SB       | 10                 |
| Ainhoa Pinedo           | 20 km Gehen      |                |         |                    |                    | 1:31:28 h          | 21                 |
| Marisa Casanueva        | Marathon         |                |         |                    |                    | 3:05:05 h          | 78                 |
| Marta Esteban           | Marathon         |                |         |                    |                    | 2:33:37 h          | 21                 |
| Paula González Berodia  | Marathon         |                |         |                    |                    | 2:42:47 h          | 46                 |

#### Sprung/Wurf
| Athletin           | Disziplin   | Qualifikation | Qualifikation | Finale             | Finale             |
| Athletin           | Disziplin   | Weite/Höhe    | Platz         | Weite/Höhe         | Platz              |
| ------------------ | ----------- | ------------- | ------------- | ------------------ | ------------------ |
| Ruth Beitia        | Hochsprung  | 1,92 m        | 11            | 1,88 m             | 12                 |
| Fátima Diame       | Dreisprung  | 13,36 m       | 25            | nicht qualifiziert | nicht qualifiziert |
| Ana Peleteiro      | Dreisprung  | 14,07 m       | 12            | 14,23 m PB         | 7                  |
| Úrsula Ruiz        | Kugelstoßen | 16,20 m       | 28            | nicht qualifiziert | nicht qualifiziert |
| María Belén Toimil | Kugelstoßen | 16,38 m       | 26            | nicht qualifiziert | nicht qualifiziert |
| Sabina Asenjo      | Diskuswurf  | 57,00 m       | 20            | nicht qualifiziert | nicht qualifiziert |
| Berta Castells     | Hammerwurf  | 66,11 m       | 22            | nicht qualifiziert | nicht qualifiziert |

### Männer

#### Laufdisziplinen
| Athlet                                                  | Disziplin        | Vorlauf        | Vorlauf | Halbfinale         | Halbfinale         | Finale             | Finale             |
| Athlet                                                  | Disziplin        | Zeit           | Platz   | Zeit               | Platz              | Zeit               | Platz              |
| ------------------------------------------------------- | ---------------- | -------------- | ------- | ------------------ | ------------------ | ------------------ | ------------------ |
| Lucas Búa                                               | 400 m            | 46,00 s        | 34      | nicht qualifiziert | nicht qualifiziert | nicht qualifiziert | nicht qualifiziert |
| Samuel García                                           | 400 m            | 46,37 s        | 39      | nicht qualifiziert | nicht qualifiziert | nicht qualifiziert | nicht qualifiziert |
| Óscar Husillo                                           | 400 m            | 45,22 s        | 14      | 45,16 s            | 14                 | nicht qualifiziert | nicht qualifiziert |
| Daniel Andújar                                          | 800 m            | DSQ            | DSQ     | –––                | –––                | –––                | –––                |
| Álvaro De Arriba                                        | 800 m            | 1:46,42 min    | 18      | 1:46,64 min        | 16                 | nicht qualifiziert | nicht qualifiziert |
| Kevin López                                             | 800 m            | 1:45,77 min    | 5       | 1:45,77 min        | 23                 | nicht qualifiziert | nicht qualifiziert |
| Marc Alcála                                             | 1500 m           | 3:43,28 min    | 21      | nicht qualifiziert | nicht qualifiziert | nicht qualifiziert | nicht qualifiziert |
| David Bustos                                            | 1500 m           | 3:47,52 min    | 36      | nicht qualifiziert | nicht qualifiziert | nicht qualifiziert | nicht qualifiziert |
| Adel Mechaal                                            | 1500 m           | 3:38,99 min    | 6       | 3:40,60 min        | 16                 | 3:34,71 min        | 4                  |
| Fernando Carro                                          | 3000 m Hindernis | 8:38,42 min    | 33      |                    |                    | nicht qualifiziert | nicht qualifiziert |
| Sebastián Martos                                        | 3000 m Hindernis | 8:51,57 min    | 42      |                    |                    | nicht qualifiziert | nicht qualifiziert |
| Jonathan Romeo                                          | 3000 m Hindernis | 8:38,05 min    | 32      |                    |                    | nicht qualifiziert | nicht qualifiziert |
| Yidiel Contreras                                        | 110 m Hürden     | 13,40 s        | 11      | 13,65 s            | 17                 | nicht qualifiziert | nicht qualifiziert |
| Orlando Ortega                                          | 110 m Hürden     | 13,37 s        | 8       | 13,23 s            | 4                  | 13,37 s            | 7                  |
| Sergio Fernández                                        | 400 m Hürden     | 50,38 s        | 30      | nicht qualifiziert | nicht qualifiziert | nicht qualifiziert | nicht qualifiziert |
| Illias Fifa                                             | 5000 m           | 13:47,90 min   | 34      |                    |                    | nicht qualifiziert | nicht qualifiziert |
| Alberto Amezcua                                         | 20 km Gehen      |                |         |                    |                    | 1:19:46 h PB       | 9                  |
| Diego García                                            | 20 km Gehen      |                |         |                    |                    | 1:20:34 h PB       | 13                 |
| Miguel Ángel López                                      | 20 km Gehen      |                |         |                    |                    | 1:19:57 h SB       | 10                 |
| Álvaro Martín                                           | 20 km Gehen      |                |         |                    |                    | 1:19:41 h SB       | 8                  |
| Francisco Arcilla                                       | 50 km Gehen      |                |         |                    |                    | 3:57:27 h          | 26                 |
| José Ignacio Díaz                                       | 50 km Gehen      |                |         |                    |                    | 3:48:08 h PB       | 17                 |
| Iván Pajuelo                                            | 50 km Gehen      |                |         |                    |                    | DNF                | DNF                |
| Iván Fernández                                          | Marathon         |                |         |                    |                    | DNF                | DNF                |
| Javier Guerra                                           | Marathon         |                |         |                    |                    | 2:15:22 h          | 17                 |
| Ayad Lamdassem                                          | Marathon         |                |         |                    |                    | DNF                | DNF                |
| Óscar Husillos Lucas Búa Darwin Echeverry Samuel García | 4 × 400 m        | 3:01,72 min SB | 6       |                    |                    | 3:00,65 min NR     | 5                  |

#### Sprung/Wurf
| Athlet          | Disziplin      | Qualifikation | Qualifikation | Finale             | Finale             |
| Athlet          | Disziplin      | Weite/Höhe    | Platz         | Weite/Höhe         | Platz              |
| --------------- | -------------- | ------------- | ------------- | ------------------ | ------------------ |
| Igor Bychkov    | Stabhochsprung | NMH           | NMH           | –––                | –––                |
| Adrián Vallés   | Stabhochsprung | 5,60 m        | 16            | nicht qualifiziert | nicht qualifiziert |
| Eusebio Cáceres | Weitsprung     | NMW           | NMW           | –––                | –––                |
| Pablo Torrijos  | Dreisprung     | 16,80 m       | 8             | 16,60 m            | 10                 |
| Carlos Tobalina | Kugelstoßen    | 19,87 m       | 22            | nicht qualifiziert | nicht qualifiziert |

#### Zehnkampf
| Athlet       | Disziplin | 100 m      | Weitsprung | Kugelstoßen | Hochsprung | 400 m      | 110 m Hürden | Diskuswurf | Stabhochsprung | Speerwurf | 1500 m         | Punkte  | Platz |
| ------------ | --------- | ---------- | ---------- | ----------- | ---------- | ---------- | ------------ | ---------- | -------------- | --------- | -------------- | ------- | ----- |
| Pau Tonnesen | Ergebnis  | 11,26 s PB | 7,21 m     | 13,76 m     | 2,08 m     | 50,85 s SB | 14,57 s      | 43,07 m SB | 5,40 m SB      | 55,13 m   | 4:46,31 min SB | 8006    | 14    |
| Pau Tonnesen | Punkte    | 804        | 864        | 714         | 878        | 776        | 902          | 727        | 1035           | 665       | 641            | 8006    | 14    |
| Jorge Ureña  | Ergebnis  | 11,00 s SB | 7,30 m     | 13,91 m     | 2,08 m     | 48,72 s PB | 14,15 s SB   | 36,33 m    | 5,00 m SB      | 56,06 m   | 4:26,46 min    | 8125 PB | 9     |
| Jorge Ureña  | Punkte    | 861        | 886        | 723         | 878        | 875        | 995          | 590        | 910            | 679       | 768            | 8125 PB | 9     |